# Cyphostemma currorii
Cyphostemma currorii es una especie de árbol perteneciente a la familia Vitaceae. Es originaria del sur de África.

## Descripción
Es un árbol de hoja caduca que alcanza un tamaño de  8 m de altura, muy suculento (pachycaul); el tronco de 1 m de diámetro, es recto, formando una gran bulbo ovato-cónico hacia el ápice, está cubierto con una corteza lisa, herbácea de color verde blanquecino y epidermis de color marrón.

## Distribución y hábitat
Se encuentra en las planicies rocosas, laderas y montañas secas, a una altitud de 120-180 m altura, en Namibia y Sudáfrica.

## Galería

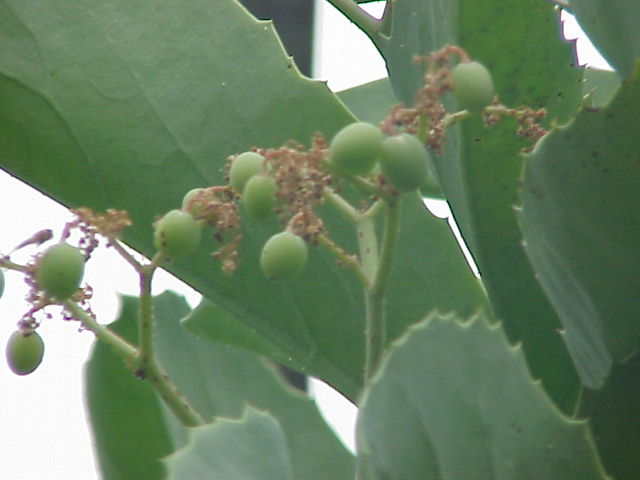
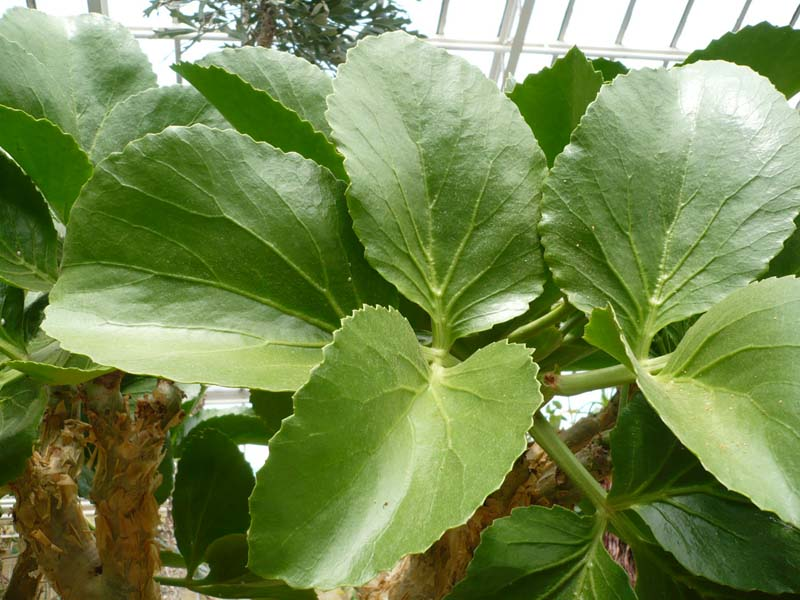
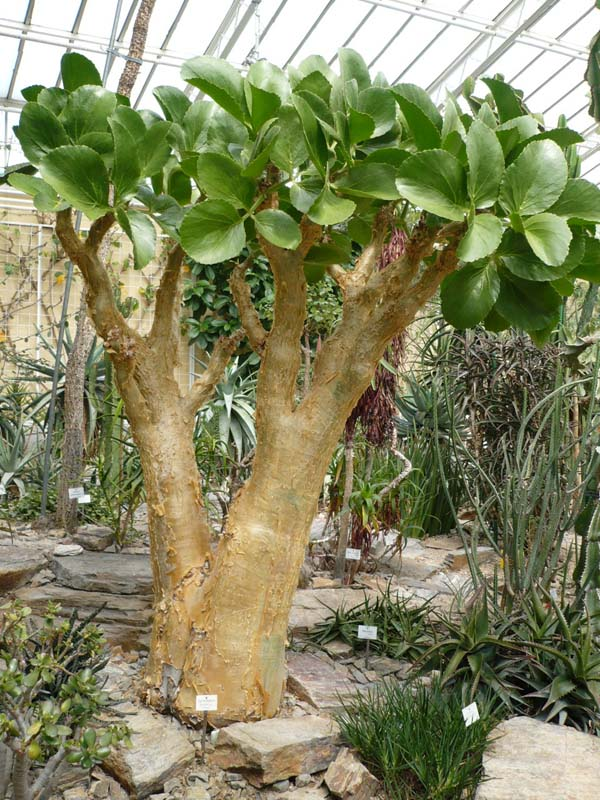
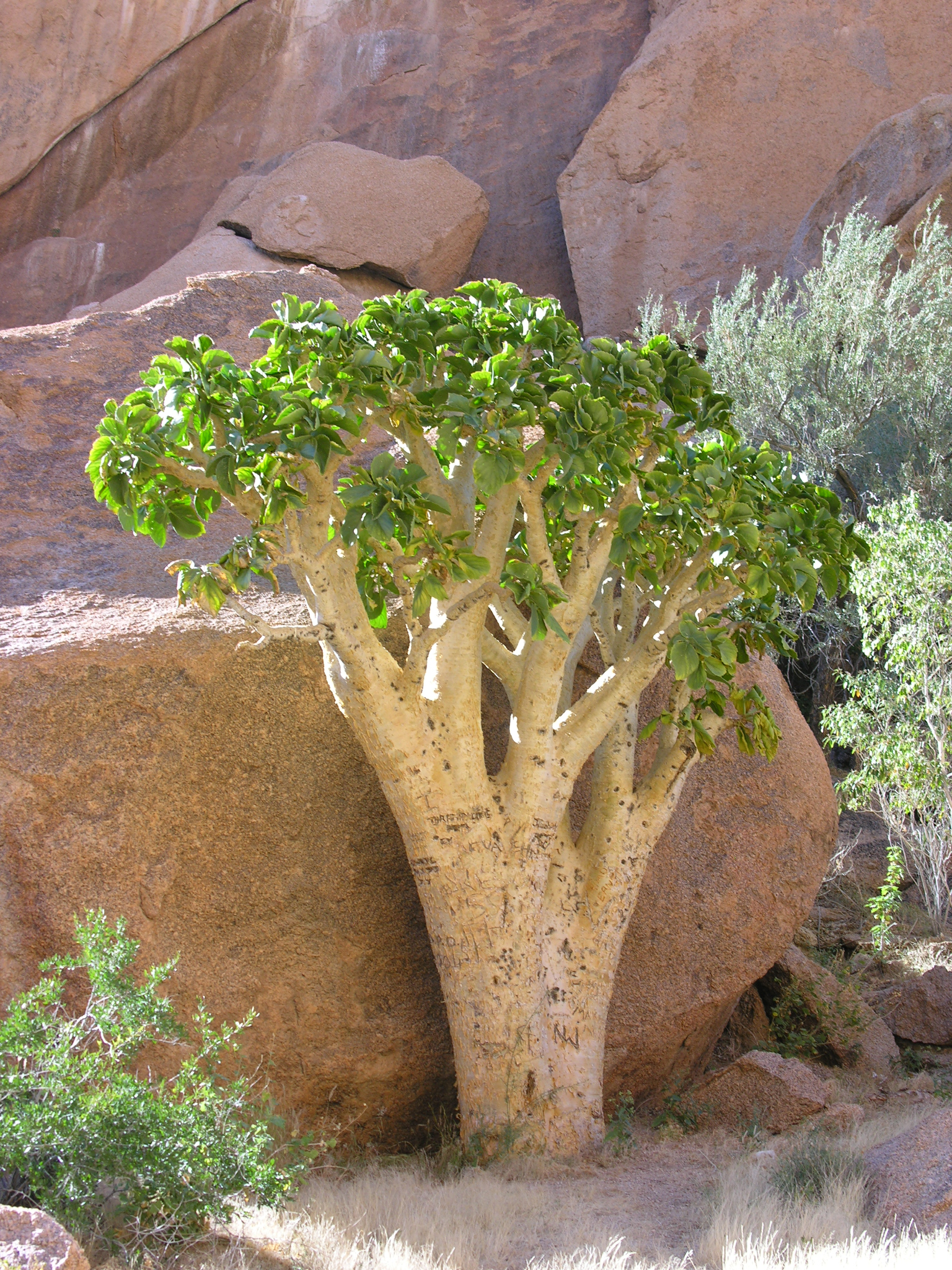
Cyphostemma currorii en Spitzkoppe (Namibia)
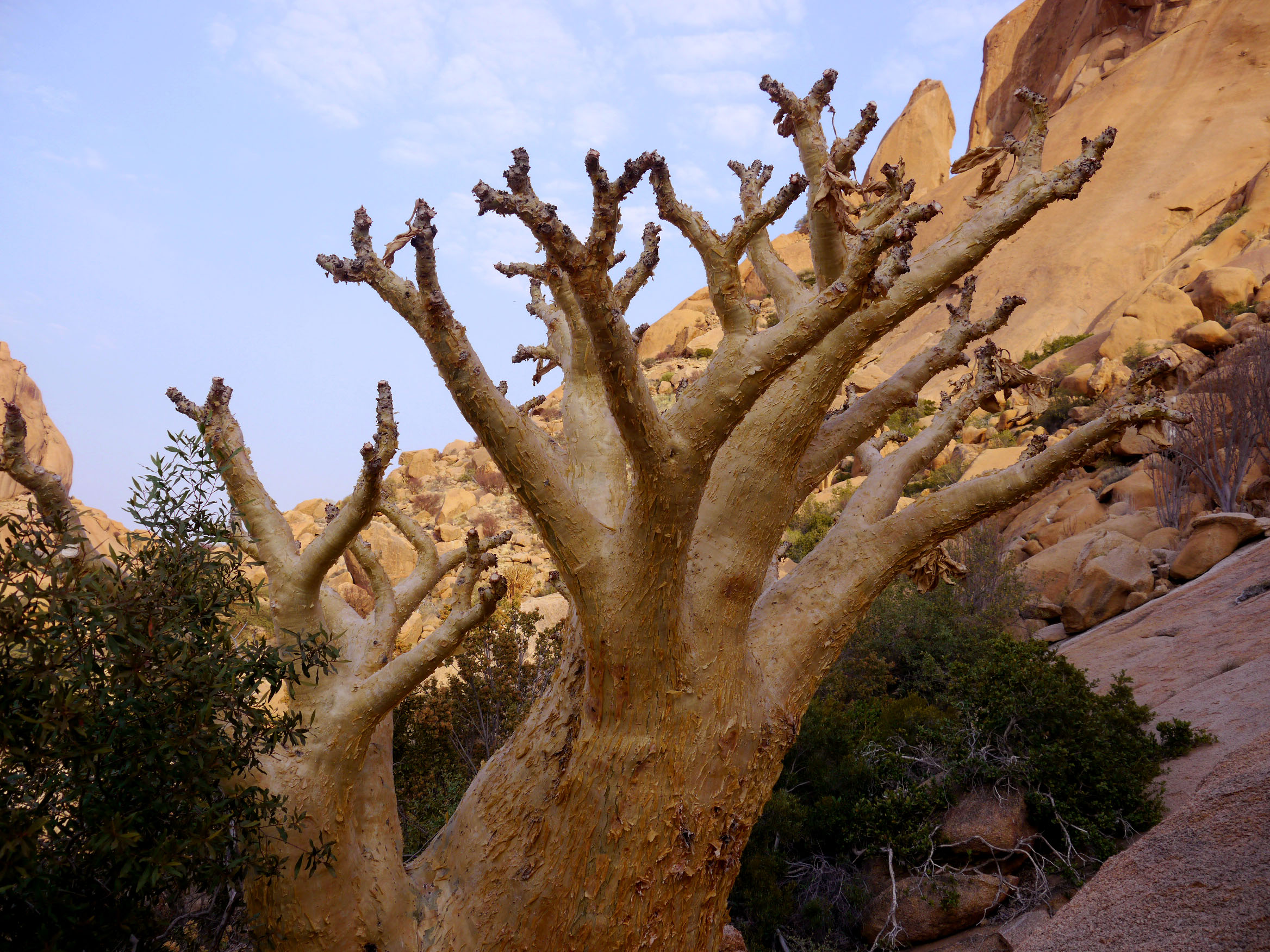
Cyphostemma currorii en agosto en Spitzkoppe (Namibia)

## Taxonomía
Cyphostemma currorii fue descrita por (Hook.f.) Desc. y publicado en Naturalia monspeliensia. Série botanique. 18: 220. 1967, en el año 1967.
Sinonimia
- Cissus gastropus Welw. ex Planch.
- Vitis gastropus Welw. ex Planch.
- Cissus crameriana Schinz
- Cissus currori Hook.f. basónimo
- Cissus macropus Welw.
- Cyphostemma cramerianum (Schinz) Desc.
- Cyphostemma macropus (Welw.) Desc.
- Vitis currori (Hook. f.) Baker
- Vitis macropus (Welw.) Baker[3]